# Ліберман Овсій Григорович
Овсій Григорович Ліберман (англ. Yevsey G. Liberman, рос. Евсей Григориевич Либерман; 2 грудня 1897, Славута, Волинська губернія, Російська імперія — 11 листопада 1981, Харків, Українська РСР, СРСР) — український радянський економіст єврейського походження. Автор концепції (Косигінської) економічної реформи 1965 року, яку на Заході називають реформою саме Лібермана.

## Життєпис
Народився в місті Славута Волинської губернії в єврейській родині службовця лісового маєтку. 
У 1915 з відзнакою закінчив гімназію, а в 1920 — юридичний факультет Імператорського університету св. Володимира.
У 1920–1923 працював службовцем у державних установах УРСР.
У 1923 продовжив навчання як практикант Інституту праці Наркомату Робітничо-Селянської інспекції УРСР (Харків), очолював лабораторію обліку й аналізу виробництва, створив першу в країні станцію машинного обліку на машинобудівному заводі «Серп і Молот» (Харків). З 1930 року викладав у Харківському інженерно-економічному інституті, очолював кафедру організації та планування машинобудівної промисловості.
У 1930-ті роки О. Г. Ліберман брав участь в організації фахової підготовки з обліку виробництва в УРСР, на основі якої розробив методичну базу для ХТЕІ та інших спеціальних навчальних закладів.
У 1947 — 1950-х роках на чолі колективу вчених-економістів розгорнув широку програму досліджень, що охопили машинобудівні підприємства Харкова і Харківської області, створив науково-дослідну лабораторію економіки та планування машинобудівного виробництва Харківської ради народного господарства при Харківському інженерно-економічному інституті. За результатами досліджень сформулював пропозиції щодо реформи господарського механізму соціалістичної промисловості, які подав у вигляді доповідної записки до ЦК КПРС і виклав у статті «План, прибуток, премія» в газеті «Правда» від 9 вересня 1962 р. Узяв активну участь у розпочатій статтею загальносоюзній економічній дискусії та в розробці Економічної реформи 1965 року, що пов'язується з ім'ям Голови Ради Міністрів СРСР О. М. Косигіна.
Доктор економічних наук (1956), професор (1959).
В останні роки життя працював професором кафедри статистики та обліку Харківського державного університету ім. О. М. Горького.
Дружина Овсія Григоровича, піаністка і педагог Регіна Горовиць, була рідною сестрою всесвітньо відомого піаніста Володимира Горовиця.

## Основні дати життя й творчості
- 1897, 2 жовтня — народився в м. Славута Волинської губернії.
- 1915 — з відзнакою закінчив гімназію в м. Києві.
- 1921–1923 — службовець Народного комісаріату робітничо-селянської інспекції УРСР.
- 1923–1929 — практикант Інституту праці Народного комісаріату робітничо-селянської інспекції УРСР, завідувач лабораторією обліку й аналізу виробництва.
- 1924, 1926 — у науковому відрядженні в Німеччині.
- 1930–1941 — завідувач кафедрою економіки та організації машинобудівного виробництва Харківського інженерно-економічного інституту.
- 1938–1939 — арештований органами НКВС за сфабрикованим обвинуваченням в шпигунстві і тероризмі, перебував під слідством.
- 1939 — захистив дисертацію кандидата економічних наук.
- 1941–1943 — службовець міністерства фінансів Киргизької РСР.
- 1944–1946 — науковий співробітник науково-дослідного фінансового інституту (Москва).
- 1947–1962 — завідувач кафедрою економіки та організації машинобудівного виробництва Харківського інженерно-економічного інституту.
- 1956 — доктор економічних наук (тема дисертації «Шляхи підвищення рентабельності соціалістичних підприємств»).
- 1962, 9 вересня — виступає зі статтею «План, прибуток, премія» у газеті «Правда».
- 1962–1981 — професор кафедри статистики і обліку Харківського державного університету ім. А. М. Горького.
- 1970 — публікує роботу «Економічні методи ефективності суспільного виробництва».
- 1981, 11 листопада — помер у м. Харкові від наслідків інфаркту.

## Твори
- «О методах учета производительности труда и эффективности рационализации» в соавторстве с Е. О. Шатан, 1929.
- «Планирование промышленного производства и материальные стимулы его развития» («Коммунист».- 1956.- № 10).
- «Об экономических рычагах выполнения плана промышленностью СССР» («Коммунист».- 1959.- № 1).
- «План, прибыль, премия» («Правда».- 1962.- 9 сент.)
- «Еще раз о плане, прибыли, премии» («Правда».- 1964.- 20 сент.)
- «Экономические методы повышения эффективности общественного производства», 1970.
- «Государственный бюджет в новых условиях хозяйствования», 1970.